# Neoconops brevistylus
Neoconops brevistylus är en tvåvingeart som beskrevs av Schneider 2010. Neoconops brevistylus ingår i släktet Neoconops och familjen stekelflugor. Inga underarter finns listade i Catalogue of Life.